# Semisphaeria sigmundii
Semisphaeria sigmundii är en svampart som beskrevs av K. Holm & L. Holm 1991. Semisphaeria sigmundii ingår i släktet Semisphaeria, klassen Dothideomycetes, divisionen sporsäcksvampar och riket svampar.  Arten är reproducerande i Sverige. Inga underarter finns listade i Catalogue of Life.